# Harold Samuel
Harold Samuel (23 mai 1879 - 25 janvier 1937), était un pianiste et pédagogue  anglais. Il fut l'un des pianistes du XXe siècle à se concentrer uniquement sur les œuvres de Bach, et était connu pour son approche académique et cérébrale.

## Sources
- Bio Samuel-Harold